# Szentté avatás

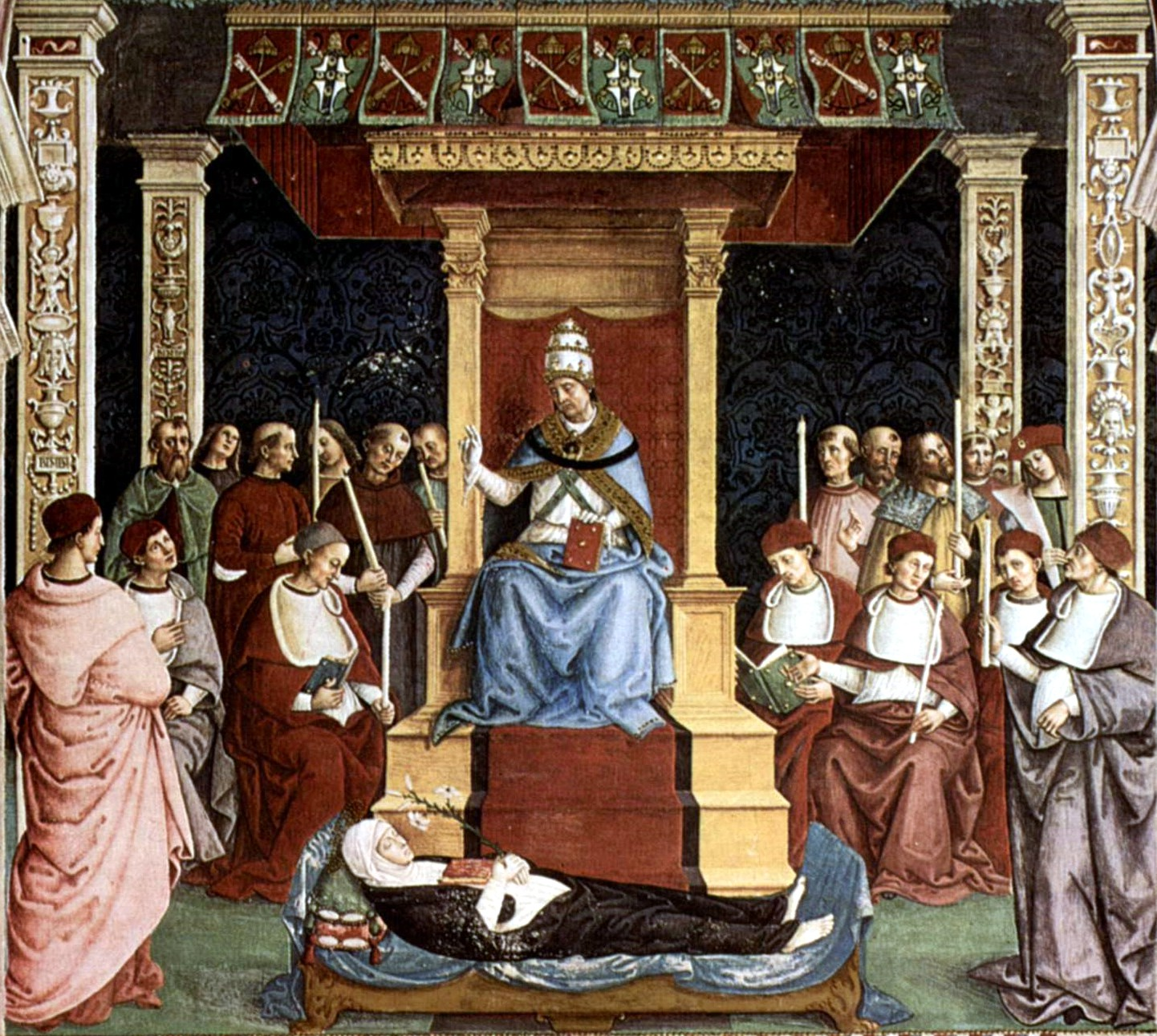
II. Piusz pápa szentté avatja Sienai Szent Katalint

A boldoggá avatás (beatificatio) és a szentté avatás (canonisatio) egyházjogi fogalmak a katolikus és ortodox egyházakban: annak az ünnepélyes kijelentése, hogy az elhunytat Isten felvette a szentek, illetve boldogok seregébe, az elhunyt „Isten színe látására jutott”. Természetesen enélkül is lehet valaki boldog vagy szent, az a rítus ennek csupán az egyház általi elismerését jelenti. 

## Folyamata
A boldoggá avatás megelőzi a szentté avatást. A boldoggá avatottat az egyház már hivatalosan felveszi a szentek jegyzékébe, de a hívek a boldoggá avatott személy ereklyéit még nem tehetik ki nyilvános tiszteletre, és templomot sem szentelhetnek neki (kápolnát vagy harangot már igen).
A boldoggá/szentté avatásnak az előbb említett, általános formájához képest, másféle – egyszerűsített – eljárás az, ha valakit (akinek tisztelete korlátozásokkal helyi szinten már engedélyezett) a szentté avatással egyenrangú (ekvipolens) módon, határozatilag/dekrétummal iktat szentek sorába a pápa. Ezzel a korábbi, korlátozott/helyi tiszteletet a katolikus egyház egészére megengedi.
A boldoggá avatásnak csak területileg korlátozott hatálya van: egy bizonyos régióban, közösségben engedélyezi a boldoggá avatott tiszteletét. Ez a közösség lehet egy részegyház (például egyházmegye), egy adott országban élő közösség vagy például szerzetesrend.
A szentté avatás – szemben a boldoggá avatással – az egész katolikus egyház számára megengedi a korábban boldogként tisztelt személy liturgikus tiszteletét.
A boldoggá, illetve szentté avatás teológiai tartalma azonos: annak kinyilvánítása, hogy az adott személy hősies fokon gyakorolta a keresztény erényeket, vagy pedig életét áldozva tett tanúságot a Krisztusba vetett hite mellett (mártírium). 
A boldogok és szentek tisztelete a kereszténység három nagy ágazata közül kettőnek: a katolikus egyháznak és az ortodox egyháznak a jellemzője. A protestantizmus elveti a szentek tiszteletét, mivel az egész katolikus szentség-teológiát bibliátlannak, a Szentírás tanítását kiforgatónak és végső soron meghamisítónak tartja. Szentté avatni a protestánsok szerint senkit nem kell, amivel kiemelnénk őt a többi hívő közül, hiszen a Szentírás így tanít erről a kérdésről: „Öltsetek tehát magatokra – mint Isten választottai, szentek és szeretettek – könyörületes szívet, jóságot, alázatot, szelídséget, türelmet.” (Kol 3,12)

## Története
Már a kereszténység történetének kezdetén tisztelet övezte azokat, akik legközelebb álltak Jézushoz: édesanyját, Szűz Máriát, nevelőapját, Szent Józsefet, másod-unokatestvérét, Keresztelő Jánost és az apostolokat.
Az apostolok cselekedetei megemlékezik az első vértanúról, a hitéért megkövezett Szent Istvánról.
A vértanúk tisztelete a Krisztus utáni első századokban, a keresztényüldözések idején vált igazán elterjedtté. Ekkor még minden hivatalos eljárás nélkül, a hívek köréből érkező igény keltette életre a vértanú szentek kultuszát. 
A IV. század folyamán kezdtek olyan kiváló keresztényeket is szentként tisztelni, akik nem vértanúsággal, hanem példamutató életvitelükkel tettek tanúságot keresztény hitükről.
401-ben az V. karthágói zsinat rendelte el, hogy minden felszentelt oltárnak legyen legalább egy szent ereklyéje. 
A XI. századi reformpápaság a pápai illetékesség körébe vonta a legfontosabb egyházi döntéseket, így – többek között – a szentté avatást is. Ebből a korból a kanonizáció első írásos említése. (Véglegesen azonban a IV. lateráni zsinat tette pápai privilégiummá a szentté avatást, 1215-ben.)
II. Orbán pápa (1088-1099) alatt már formai kritériumok is megjelentek, például a hiteles szemtanú-vallomás, ill. egyértelmű zsinati döntés szükségessége.
III. Sándor pápa (1159-1181) volt az első, aki megkülönböztetett egyetemesen elismert szenteket és helyi tiszteletnek örvendő boldogokat. Ekkortól használják megkülönböztetésre a sanctus (szent) és a beatus (boldog) terminusokat.
A XIII. századra a kanonizáció folyamata tovább fejlődött és felvette a szentté avatási per formáját. A nélkülözhetetlen feltételek közé tartozott a hiteles életrajz (vita) elkészítése és a kanonizálandó személyhez fűződő csodák összegyűjtése a csodák könyve (liber miraculum) lapjain. Komoly problémát jelentett az életrajzban leírtak és csodák valódiságának megállapítása, a legendás életrajzi elemek és hamis csodák miatt, ezért a kanonizáció egyre inkább bizonyítási per formáját vette fel. (Ezért is szokás szentté avatási perről beszélni.)
A boldoggá, illetve szentté avatás részletes rendjét VIII. Orbán pápa (1623-1644) határozta meg, s ez csekély változtatásokkal máig érvényes.

## A katolikus eljárás
A boldoggá, illetve szentté avatások jelenlegi rendjét két szentszéki dokumentum szabályozza: a „Divinus Perfectionis Magister” kezdetű apostoli rendelkezés (1983) és a „Sanctorum Mater” kezdetű instrukció (2007).
A katolikus egyházjog hosszan és igen részletesen szabályozza, miként kell eljárni a szentté avatás során. Lexikális keretek közt ennek az eljárásmódnak csak a lényegét lehet ismertetni:
A per egymást követően két szinten zajlik. Elsőként helyi (egyházmegyei) szinten, s azt követően Rómában, a szentté avatások ügyében illetékes kongregációban.

### Helyi szinten
A szentté avatást bárki (jogi vagy természetes személy) kezdeményezheti a halál helye szerinti illetékes főpásztornál, feltéve, hogy a jelölt („Isten szolgája”) már legalább öt éve halott. Az eljárás lefolytatására az a püspök jogosult, akinek az egyházmegyéjében Isten szolgája elhunyt. A megyés főpásztor kötelessége, hogy mielőtt elindítana egy ügyet, kivizsgálja: a jelölt életszentségének vagy vértanúságának híre valóban elterjedt-e a hívek körében. Az eljárás egyházmegyei szakaszában a jelölt életútjáról vagy vértanúságáról össze kell gyűjteni minden lényeges írott forrást – ha régi ügyről van szó –, vagy minden fontos szóbeli tanúvallomást és iratot – az új ügyekben. A tanúvallomásokat nagyon aprólékos, közel száz kérdésből álló kérdőív segíti, mindig az adott személyhez és helyzethez igazítva a vizsgálat szempontjait. Legalább 30-35 tanú meghallgatására kerül sor a legközvetlenebb ismeretségi körből. 
A történész szakértők összegyűjtenek minden fontos dokumentumot, a teológusok megvizsgálják a jelölt írásos hagyatékát, és mindezekről részletes szakvéleményt készítenek. Vértanúk esetében nem, hitvallóknál viszont egy csodás esemény – például gyógyulás – bizonyítása is szükséges. Cél a lehető legteljesebb vizsgálati anyag összeállítása. Az eljárás fontos résztvevője a „promotor iustitiae”, az ügyész, akinek gondoskodnia kell arról, hogy a per minden szempontból megfeleljen a törvényes előírásoknak. Különösen ügyelnie kell arra, nehogy elsikkadjanak azok az érvek, amelyek esetleg a jelölt szentté avatása ellen szólnak. (Korábbi kanonizációs eljárásokban, 1983 előtt, ezt a szerepet az „advocatus diaboli”, az „ördög ügyvédje” töltötte be. Az ő feladata volt az érintett személy szentté avatása ellen érvelni.)
Amikor helyi szinten minden vizsgálat megtörtént, és összeállt az általában hatalmas terjedelmű anyag az avatandó életéről és tetteiről, akkor az aktákat – hitelesítésük után – lezárják, lepecsételik, majd Rómába küldik.

### A Vatikánban
A Vatikánban ellenőrzik és elismerik az egyházmegyei eljárás szabályszerűségét. 
Utána többlépcsős eljárás keretében vizsgálják az összegyűlt anyagot. Az iratok alapján készített összefoglaló munka az ún. positio. Először általában a történészek vizsgálják az életutat. Utána a teológusok következnek. Ezután kerül az anyag a kongregáció bíborosaihoz. A történészek nyilatkoznak a dokumentációról, annak a teljességéről, megbízhatóságáról, hitelességéről, a teológusok a hősies erénygyakorlatról, életszentségről vagy a vértanúságról, a bíborosok összegző véleménye után pedig a kongregáció bíboros prefektusa a pápa elé tárja az ügyet, aki – mint egyedüli bíró – meghozza a döntést az életszentségről. Ha vértanúról van szó, akkor nincs szükség csodára a boldoggá avatáshoz, hitvalló esetében viszont ekkor kezdődik meg a csodák újbóli kivizsgálása. Amíg nem zárul le az életszentségre vonatkozó rész, addig a csodákat nem vizsgálhatják. Azok kivizsgálása is három lépcsőben történik, és ha pozitívan zárul, akkor kerülhet sor egyelőre csak a boldoggá avatásra. A hősies erénygyakorlatot, életszentséget csak a boldoggá avatás előtt vizsgálják, utána már nem. Ezt követően egyetlen plusz csoda felmutatására van még szükség a szentté avatáshoz.